# أندريه دي ستيفانو
أندريه دي ستيفانو (بالإيطالية: Andrea Di Stefano) هو ممثل إيطالي، ولد في 15 ديسمبر 1972 بروما في إيطاليا.

## أعمال

### أفلام
- (2000) قبل حلول المساء[2]
- (2009) تسعة[3]
- (2010) إيت براي لوف[4][3]
- (2012) حياة باي[5]

## وصلات خارجية
- أندريه دي ستيفانو على موقع IMDb (الإنجليزية)
- أندريه دي ستيفانو على موقع ألو سيني (الفرنسية)
- أندريه دي ستيفانو على موقع أول موفي (الإنجليزية)
- أندريه دي ستيفانو على موقع قاعدة بيانات الأفلام السويدية (السويدية)
- أندريه دي ستيفانو على موقع قاعدة بيانات الفيلم (الإنجليزية)